# Frederico Westphalen (kommun)
Frederico Westphalen är en kommun i Brasilien.   Den ligger i delstaten Rio Grande do Sul, i den södra delen av landet, 1 400 km söder om huvudstaden Brasília. Antalet invånare är 28 848.
Följande samhällen finns i Frederico Westphalen:
- Frederico Westphalen

Omgivningarna runt Frederico Westphalen är en mosaik av jordbruksmark och naturlig växtlighet. Runt Frederico Westphalen är det ganska tätbefolkat, med 129 invånare per kvadratkilometer.